# Мюзле

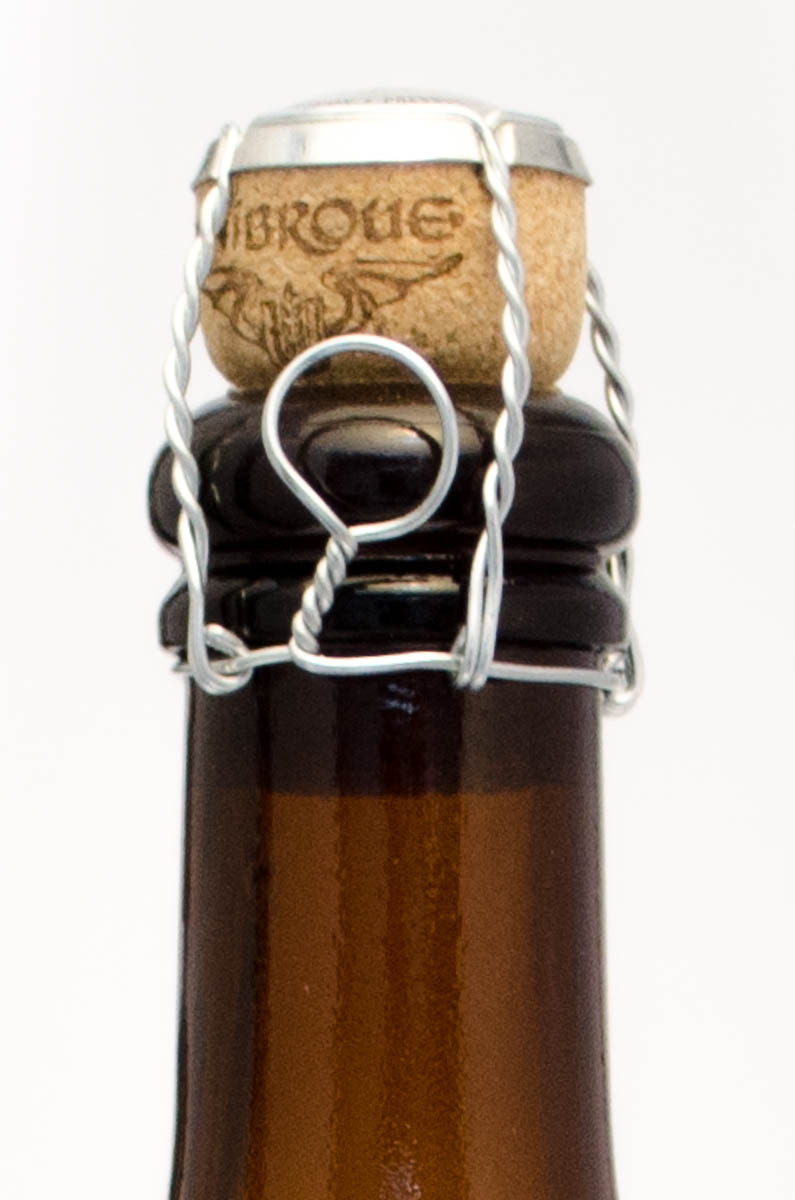
Мюзле з корком і плакеткою, встановлені на пляшці

Мюзле́ (фр. muselet, від museler — «надягати намордник») — дротова вуздечка, яка утримує пробку ігристих і шипучих вин.
Щоб корок, який закупорює пляшку, витримував тиск газу і не відбулося його неконтрольованого та самовільного «вильоту», зверху на пробку надягається мюзле — спеціальна дротяна вуздечка, яка фіксує пробку в шийці пляшки. Мюзле виготовляється із сталевого низьковуглецевого оцинкованого або емальованого дроту товщиною 0,7-1,0 мм. Мюзле надягається на пробку і закріплюється під віночком горлечка пляшок напівмеханізованими машинами, півавтоматами або автоматами. Іноді для кращого закріплення перед надіванням мюзле на пробку додатково накладають ковпачок із фольги — плакетку.